# Kanton Colmar-Sud
Der Kanton Colmar-Sud war von 1790 bis 2015 ein französischer Wahlkreis im Arrondissement Colmar, im Département Haut-Rhin und in der Region Elsass.

## Geschichte

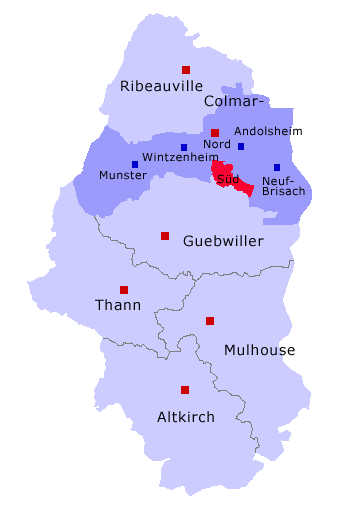
Lage des Kantons Colmar-Sud im Arrondissement Colmar und im Département Haut-Rhin

Der Kanton wurde am 4. März 1790 im Zuge der Einrichtung der Départements als Teil des damaligen "Distrikts Colmar" gegründet. Mit der Gründung der Arrondissements am 17. Februar 1800 wurde der Kanton als Teil des damaligen Arrondissements Colmar neu zugeschnitten. Von 1871 bis 1919 gab es keine weitere Untergliederung des damaligen Kreises Colmar. Am 28. Juni 1919 wurde der Kanton zunächst Teil der damaligen Arrondissements Colmar-Ville und Colmar-Campagne, die im Jahr 1934 zum Arrondissement Colmar vereinigt wurden. Am 22. März 2015 wurde der Kanton aufgelöst.

## Gemeinden
Der Kanton bestand aus zwei Gemeinden (in Klammern:Einwohner 1999):
- Colmar (40.680 im Kanton Colmar-Sud; Colmar war in zwei Kantone geteilt, hier handelt es sich um den bevölkerungsstärkeren Teil der Stadt)
- Sainte-Croix-en-Plaine (2121)